# Spaans Leenhof

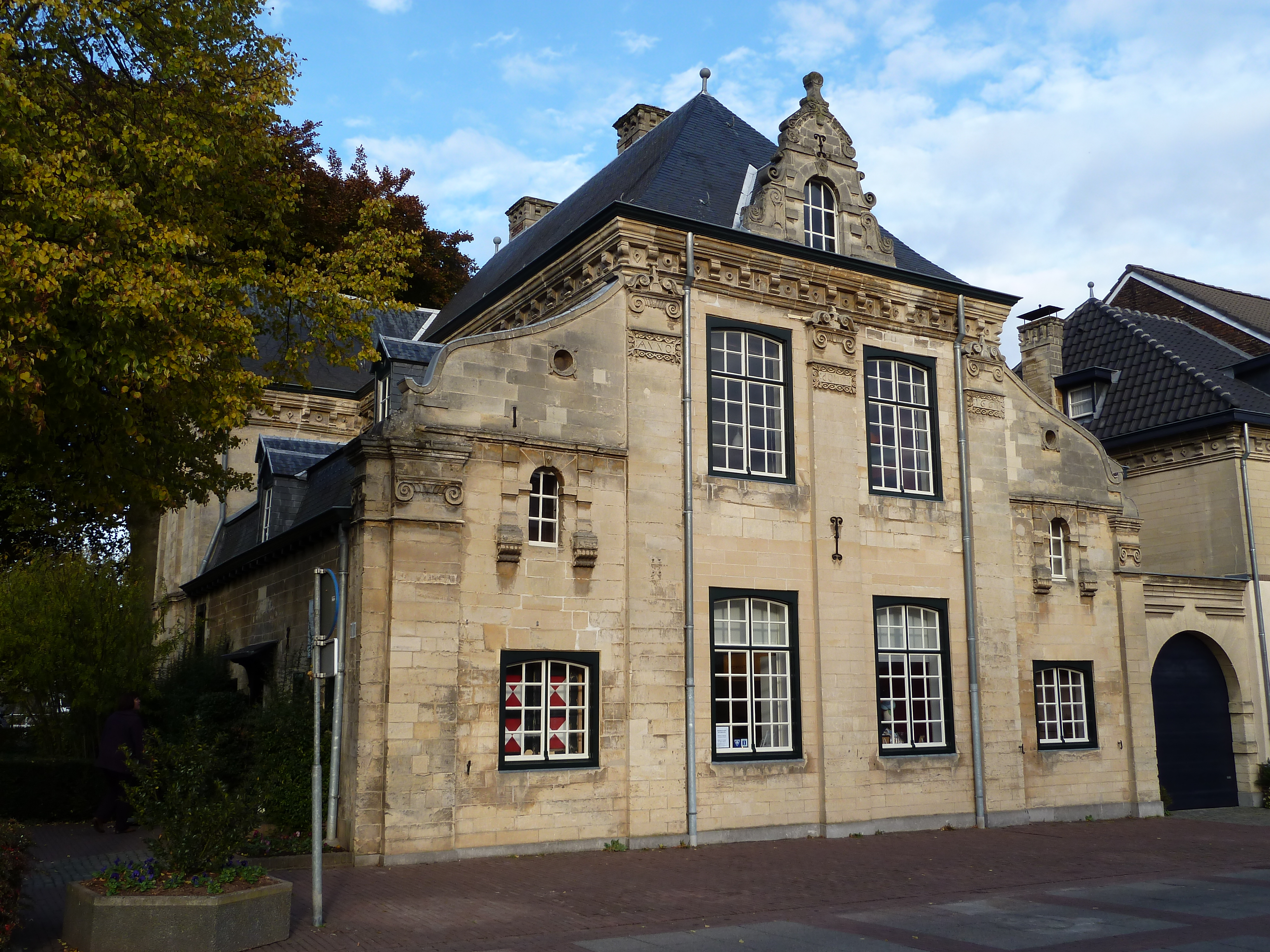
Zuidgevel van het Spaans Leenhof

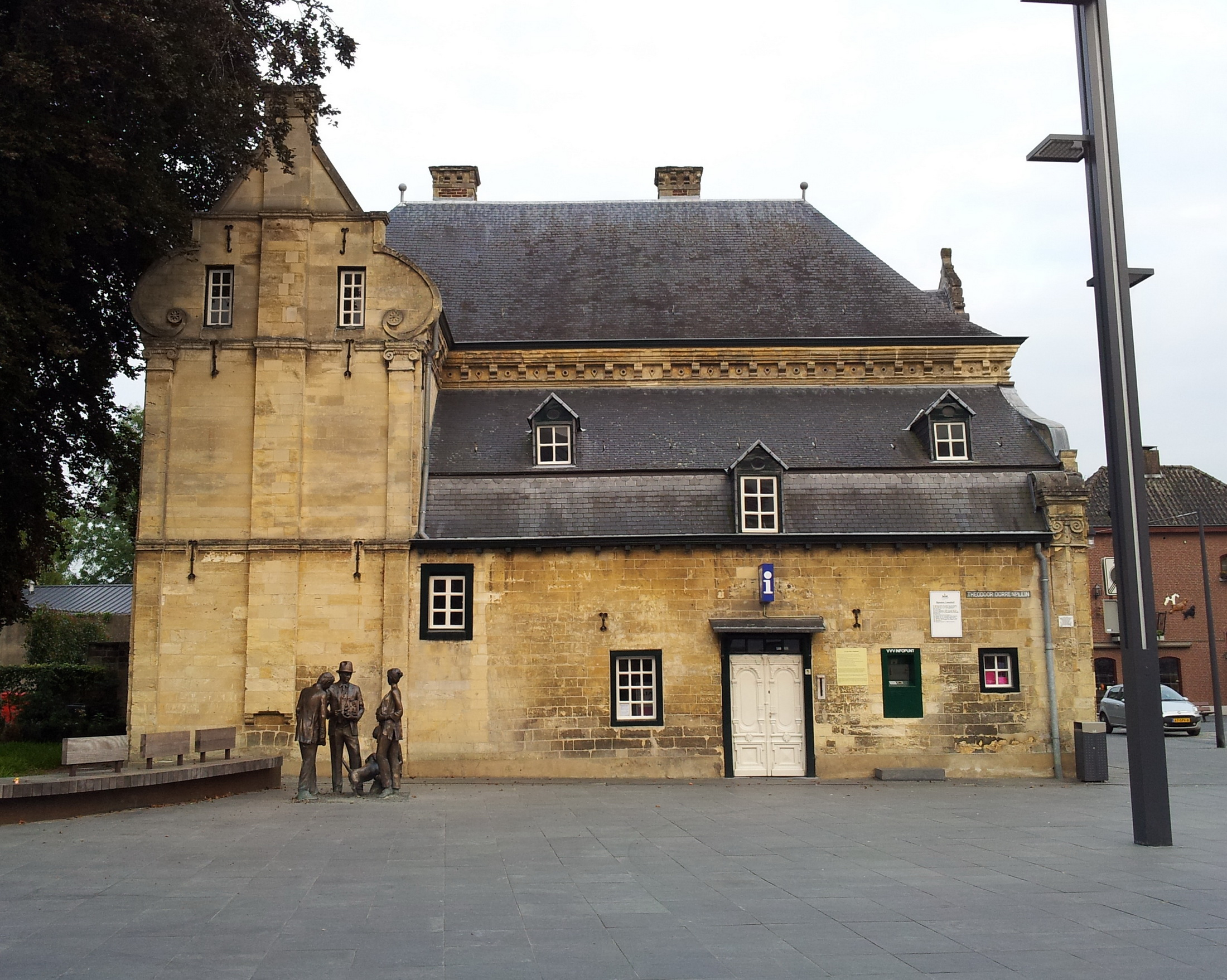
Westgevel

Het Spaans Leenhof is een voormalig leenhof in het stadje Valkenburg, gemeente Valkenburg aan de Geul, in de Nederlandse provincie Limburg. Het gebouw ligt aan de oostzijde van het Theo Dorrenplein op het Geuleiland. Ten zuiden van het gebouw aan de overzijde van de straat stroomt de Geul.
Het is een in mergelstenen opgetrokken haakvormig gebouw met ionische pilasters, consolefriezen en een in- en uitgezwenkte topgevel.
Het gebouw is een rijksmonument.

## Geschiedenis
In 1661 of 1667 werd het gebouw gebouwd. Het werd toen gebruikt voor grondregistratie en pachtovereenkomsten van boeren.
Sinds 1964 wordt het pand gebruikt door de VVV.